# Dundubhi
Dundubhi (Sanskrit, दुन्दुभी, Pali dudrabhi) ist die älteste Bezeichnung für eine Trommel, die in der auf Sanskrit verfassten vedischen Literatur in Indien ab dem Ende des 2. Jahrtausends v. Chr. erwähnt wird. Im Rigveda kommt dundubhi vier Mal vor. Mehrfach wird die Trommel in der klassischen Sanskrit-Dichtung, darunter den großen Epen Mahabharata und Ramayana erwähnt. Daraus ist zu entnehmen, dass die dundubhi als laute Kriegstrommel und bei Opferritualen verwendet wurde. Ihr Korpus war aus Holz gefertigt, dessen Gestalt ist jedoch nicht eindeutig geklärt. Bei den Ritualen wurde auch die Erdtrommel bhumidundubhi geschlagen. Dies ist die Urform eines Membranophons, die
aus einer über ein Erdloch ausgebreiteten Rindshaut besteht.

## Herkunft

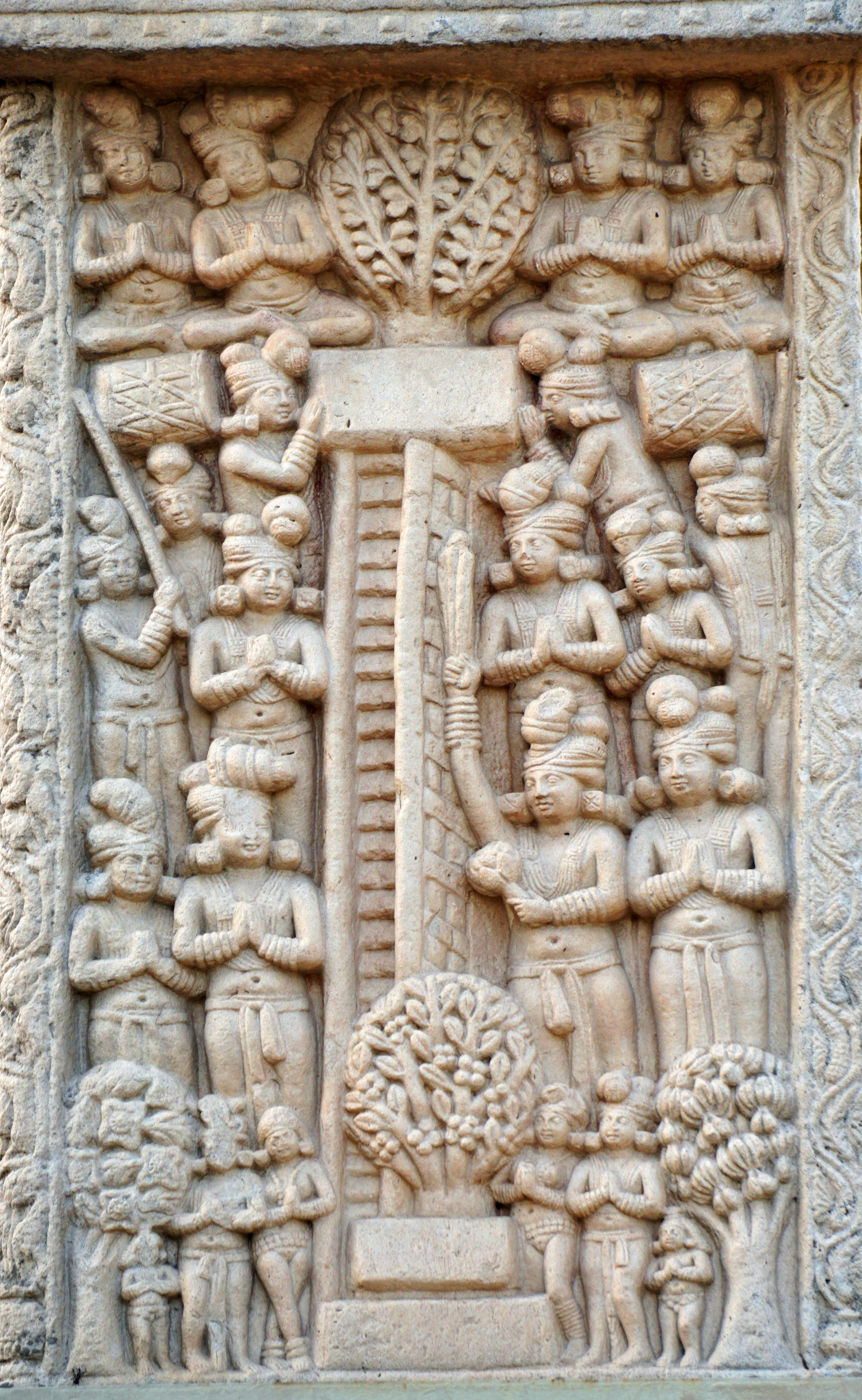
Buddha steigt auf der Leiter aus dem Himmel der 33 Götter herab. Oben in der Mitte der Bodhibaum, flankiert von zwei waagrechten Zylindertrommeln, die mit langen Stöcken geschlagen werden. Stupa 1 von Sanchi, Nordtor, Westpfeiler außen, 1. Jahrhundert v. Chr.

Die metaphysischen Wurzeln der indischen Musik reichen bis in die Schriften der vedischen Religion im 2. Jahrtausend v. Chr. zurück. Darin wird das kosmische Prinzip mit Sanskrit brahman bezeichnet, in der ursprünglichen Bedeutung „heiliges Wort“, das sich in der heiligen Silbe Om als Klang ausdrückt. Im Klang des Wortes liegt eine schöpferische Kraft. Die kosmogonischen Schwingungen heißen nada („Klang, Laut, Ton“) und Nada-Brahman ist die universale Musik, die mit ihrer Kraft die Schöpfung in Gang setzt. In der klassischen indischen Musik etabliert die tanpura im Hintergrund einen Nada-Brahman repräsentierenden gleichbleibenden Bordunklang, aus dem heraus die musikalischen Strukturen entstehen.
Da Sprache und Musik aus nada hervorgegangen sind, hat der Klang genauso Bedeutung wie das Wort. Mit bestimmten Silben (in Nordindien bol, in Südindien konnakol) lassen sich Trommelschläge wiedergeben, weshalb Trommelschläge ebenso ein Mittel zur Kommunikation darstellen wie Wörter und eine ebensolche Wirkungsmacht wie Sprache entfalten können; wie etwa aus dem Taittirīya Brāhmana hervorgeht. Eine magische Wirkung wird Trommeln nicht nur in Indien, sondern in vielen Kulturen weltweit zugesprochen. Trommeln (beispielsweise Schamanentrommeln) sind die am häufigsten zur Begleitung von Ritualen verwendeten Musikinstrumente.
Am Anfang der Schöpfung stand gemäß der indischen Mythologie Gott Shiva, der in seiner Erscheinungsform als Nataraja in einem kosmischen Tanz (tandava) mit dem Klang und den Vibrationen der kleinen Sanduhrtrommel (damaru) die Welt und mit ihr die Sprache erschuf. Die damaru – nach ihrer Tonerzeugung eine Klappertrommel – ist auch in den Händen anderer Götter ein machtvolles Symbol.
Wie der Mythos die Herkunft der damaru als Attribut Shivas erklärt, sind auch andere Musikinstrumente mit Göttern verbunden, so die Flöte mit Krishna, die vina mit Sarasvati und das Schneckenhorn (Sanskrit shankha) unter anderem mit Vishnu. Das Schneckenhorn wurde seit dem Rigveda wahrscheinlich als Kriegstrompete geblasen und diente ferner als Behältnis für das heilige Wasser beim Trankopfer (abhisheka) an die Götter. Das älteste und von Anbeginn bis heute wichtigste Musikinstrument ist aber die menschliche Stimme. Die ursprünglichste Methode, um einen Rhythmus zu erzeugen, ist das Klatschen mit den Händen auf den eigenen Körper oder Fußstampfen auf den Boden, genannt gatra vina („Körper-vina“, ursprünglich wurde unter vina allgemein „Musikinstrument“ verstanden). Hasta vina („Hand-vina“) bedeutete, beim vedischen Chanting die Hände geräuschlos im Takt zu erheben.
Das älteste Membranophon (in der indischen Instrumentenklassifizierung auf Sanskrit avanaddha vadya, „mit Fell bedecktes Musikinstrument“) war vielleicht ein mit Rinde überdecktes Erdloch, das nach dem Austausch der Rinde durch eine Tierhaut zu der in den Veden erwähnten Erdtrommel bhumidundhubi wurde. Daraus entwickelte sich in Indien im Lauf der Zeit eine größere Anzahl von Trommeltypen als in allen anderen Musikkulturen. Dazu kommen hunderte von Trommelnamen, die in der altindischen Sanskrit- und Tamil-Literatur erwähnt werden. Die Namen beziehen sich teilweise auf die Form, Funktion oder die kultische Bedeutung.
Der Name dundubhi für eine Trommel wird in Sanskrit-Texten ab dem Ende des 2. Jahrtausends v. Chr. bis zum 13. Jahrhundert n. Chr. genannt. Die dundubhi scheint als Kriegstrommel verwendet worden zu sein, denn sie kommt im Rigveda und anderen vedischen Texten im Zusammenhang mit dem Donner- und Kriegsgott Indra oder mit Heldentaten vor. Dem Yajurveda zufolge wohnt in der dundubhi – wie auch in der Flöte und der Harfe – der Geist der Bäume, folglich muss ihr Korpus aus Holz gefertigt worden sein. Dies geht auch aus dem Taittiriya-Samhita hervor. Den sakralen Charakter der dundubhi belegt eine im Atharvaveda enthaltene Anrufung, laut der die Trommel zusammen mit einer karkari von der „Göttin des Hauses“ gespielt wurde. Die Bedeutung des Begriffs karkari ist unklar. Dies war wohl ein Saiteninstrument mit einer Membran, etwa ein Erdbogen, möglicherweise auch eine Weiterentwicklung desselben in Richtung zu einem Musikbogen oder einer Bogenharfe.
Die meisten Trommeln hatten eine religiöse oder magische Bedeutung und wurden wie eine Gottheit mit Speise- und Trankopfern geehrt, entweder weil man die Trommeln selbst für göttlich hielt oder in den Trommelschlägen die Stimme eines Gottes vernahm. Dundubhisvana, „Trommelklang“, heißt im Ramayana eine heilige Formel (Mantra) zur Abwehr bewaffneter böswilliger Geister. Die im Natyashastra erwähnten Trommeltypen sind als Musikinstrumente der Götter an buddhistischen Stupas abgebildet. Am Nordtor des großen Stupas von Sanchi sind am oberen Ende der Himmelsleiter, auf der Buddha herabsteigt, zwei große Zylindertrommeln zu sehen, die, um ihre Bedeutung zu betonen, waagrecht in der Luft schweben. Sie werden mit enorm langen Stöcken geschlagen. Zu dieser Szene heißt es im Jaiminiya-Brahmana (Teil des Samaveda, der ab 1000 v. Chr. entstand): „In der Luft schwebende Trommel erklinge! Dadurch erhält man die Stimme, die im Luftraum ist.“
Zu den sonstigen Trommeln im 1. Jahrtausend v. Chr. gehörte an erster Stelle die mrdanga (heute in Südindien mridangam), deren Namensbestandteil mrd („Tonerde“) auf das für ihren Korpus verwendete Material verweist. Die mrdanga wird nicht in den Veden, aber dafür in den großen altindischen Epen Ramayana und Mahabharata, im Arthashastra, in der um die Zeitenwende entstandenen ältesten Abhandlung über Musik und darstellende Künste Natyashastra und vom Grammatiker Panini (5. oder 4. Jahrhundert v. Chr.) erwähnt.
Laut dem Natyashastra gab es hundert verschiedene Trommeln (avanaddha). Es werden drei Gruppen von Trommeln unterschieden: Die erste Gruppe der aus Ton hergestellten Trommeln wird nach Form und Spielhaltung in mehrere Typen eingeteilt. Die zweite Gruppe (pushkara) beinhaltet fassförmige und sanduhrförmige Trommeln mit einem hölzernen Korpus. Die Sanduhrtrommel panava mit veränderlicher Schnurspannung (wie die südindische idakka) wird als bedeutend für die Theatermusik erwähnt. Zur dritten Gruppe gehören alle Trommeln mit unbestimmter Tonhöhe, die nicht in Musikensembles verwendet wurden, namentlich die bheri, eine zweifellige, wahrscheinlich fassförmige Kriegstrommel aus Kupferblech, die einen schreckenerregenden lauten Ton hervorbrachte, die pataha, eine langgestreckte Fasstrommel aus Holz, die bis etwa ins 12. Jahrhundert bekannt war, die bhambha, die ebenfalls laut und tief tönende, zweifellige Sanduhrtrommel dindima aus Holz und die dundubhi. Als Grund, weshalb die Trommeln der dritten Gruppe als Musikinstrumente ungeeignet erschienen, nennt das Natyashastra außer den ungenauen Tonhöhen die hierfür fehlenden Sprachsilben (bol) und die nicht festgelegten Schlagfolgen. Es ging bei dieser Trommelgruppe rein um das lautstarke, angsteinjagende dumpfe Dröhnen, das durch Schläge mit schweren keulenförmigen Hölzern erzeugt wurde.
Neben der großen Vielfalt an Röhrentrommeln kamen und kommen Rahmentrommeln wesentlich seltener in Indien vor, zunächst in Gandhara, von wo sie später bis nach Südindien gelangten (kanjira, in der altindischen Spielweise mit Stöcken geschlagen: parai).

## Etymologie
Dundubhi ist ein onomatopoetischer Name, der in der ersten Hälfte des 1. Jahrtausends v. Chr. von einer ursprünglichen Lautäußerung zu einem Ausdruck für „Trommel“ wurde. In dieser mittel- und spätvedischen Zeit gewannen die brahmanischen Rituale in Nordindien eine feste Gestalt und sprachliche Normierungen erscheinen als ein Aspekt des gewachsenen gesellschaftlichen Einflusses der Brahmanenkaste, interpretiert Paola M. Rossi (2019). In einer Proto-Munda genannten Ursprache wird für die Wurzeln *dub / *dum die Bedeutung „angeschwollen, rundlich“ angenommen und für Proto-Afroasiatisch *duby / *dub „Schwanz, Gesäß, Tiergliedmaßen“. Dazu passend enthält ein iranischer Dialekt *dumb für „Schwanz, Gliedmaßen, Fettschwanz-Tiere“. Dundubhi verdoppelt die erste Silbe wie verwandte Bezeichnungen für „Trommel“: Sanskrit dindima, adambara und Pali dudrabhi, die alle auf die Munda-Wurzel *da-ba-, „angeschwollen, gerundet sein“ zurückgeführt werden. Wörter aus dieser Wurzel gehören in etlichen modernen Munda-Sprachen zum Bedeutungsumfeld von Musik und Tanz. Nach dieser Herleitung ging der sprachliche Ursprung aus dem austroasiatischen Proto-Munda, das im östlichen Indien bereits vor Ankunft der indoarischen Sprachen verbreitet war, als Lehnwort in jene ein. Für diesen Prozess der sprachlichen „Sanskritisierung“, also der Etablierung indoarischer Dialekte zu einer Verkehrssprache, kommt die mittel- und spätvedische Zeit in Betracht. Der Begriff dundubhi wird als ein sprachlicher Ausdruck für die „Aryanisierung“ verstanden, womit die Übernahme indigener Elemente in die Kultur der nomadischen und halbnomadischen arischen Einwanderer in Nordindien gemeint ist. Durch seine Silbenverdoppelung ist dundubhi jedoch keine unmittelbare Ableitung aus einer Wortwurzel, sondern im Zusammenhang der rituellen Praktiken und der damit eingeführten gesellschaftlichen Strukturen eine Folge der sprachlichen Entwicklung.
Es erscheint naheliegend, von einem Wortstamm dundu- für „Trommel“ auf Parallelentwicklungen aus einem lautmalerischen Ursprung in anderen Sprachen zu verweisen, etwa auf das weite Bedeutungsumfeld von Latein tuba und Althochdeutsch trumba für zunächst Blasinstrumente bis später zu Maultrommeln in slawischen Sprachen (siehe drymba zur Etymologie).

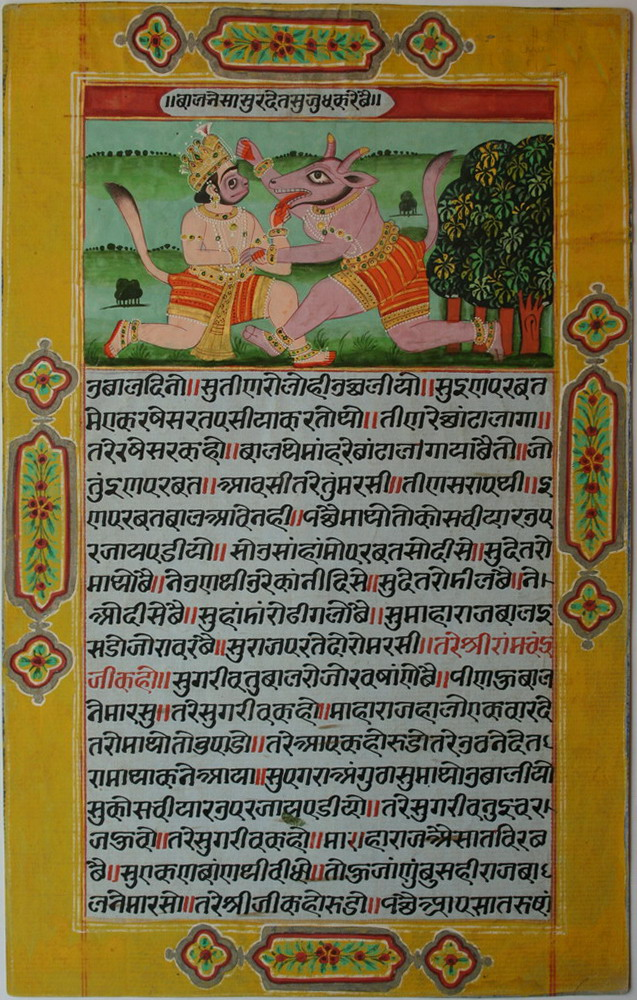
Im Ramayana kämpft der Affenkönig Vali siegreich gegen den Dämon Dundubhi. Miniatur in einer Ramayana-Handschrift aus Marwar, um 1820–1840.

Eine andere Bedeutung hat dundubhi in den altindischen Epen als Eigenname eines Dämons (rakshasa), der in Gestalt eines Büffels auftritt. Im Ramayana wird er als eine dem Gipfel des Götterberges Kailash ähnliche Figur eingeführt. Dundubhi spielt eine Rolle als Bote des Büffeldämons Mahishasura, der im Kampf gegen die Göttin Durga unterliegt. Mit seinen Hörnern versetzte Dundubhi das Reich Kishkindha des Affenkönigs Sugriva in Angst und Schrecken: „Der mächtige Dundubhi brüllte, bis die Erde erzitterte wie die Trommel, die seinen Namen trägt.“ Vielleicht war die Trommel mit Büffelhaut bespannt. Dundubhi starb im Kampf gegen Vali, dem älteren Bruder von Sugriva, der ihn so lange bei den Hörnern packte, bis Blut aus seinen Ohren floss.
Darüber hinaus findet sich in den altindischen Epen der Begriff dundubha (auch dundubhi, dindibha) für eine „ungiftige Wasserschlange“ oder eine Eidechse. Ein lautmalerischer Ursprung der Wurzel dundu- ist hier kaum erkennbar, weil diese Tiere keine entsprechenden Töne von sich geben. Für eine sprachliche Verbindung von Wasserschlange und Trommel müssen also andere Assoziationen gefunden werden. In diesen Zusammenhang gehört ein von Franciscus Bernardus Jacobus Kuiper (1948) aufgezeigtes Wortumfeld mit der Bedeutung „Fruchtbarkeit, Fülle“. So haben Sanskrit tumba-, tumbi und tumbuka mit „Kürbis“ zu tun, ebenso godumba für „Wassermelone“ und udumbara für Ficus racemosa, eine im tropischen Asien gedeihende Pflanzenart, die zu den Feigen gehört. Dumb- und tumb- sind Allophone (lautliche Varianten). Die äußerliche Gemeinsamkeit von Kürbis, Melone und Feige, ist „rund, oval“ und „Samen enthaltend“. Dies führt von der Wurzel da-ba („geschwollen, rundlich“) zu Sanskrit dumka („rundlich, oval [Frucht]“), dub dubia („voll, geschwollen, vollgestopft [Magen]“), dub dubi („schwanger werden“) und dhimsi („dickbauchige Frau“).
In einigen vedischen Erzählungen lässt sich ein Volksglaube erkennen, in welchem Kürbis und Melone mit Fruchtbarkeit verbunden sind. Im Ramayana heißt es, dass Sugara, die zweite Ehefrau des Königs Sagara von Ayodhya, eine Gurke gebar, aus der direkt 60.000 Söhne hervorkamen. In einer anderen Version wurden die Söhne aus den Samen der Frucht geboren. Wie die runde Form der Früchte in vedischer Zeit mit dem Bauch einer Schwangeren assoziiert wurde, zeigt die sprachliche Beziehung von dumka („rundlich, oval“) zu dum („schwanger sein“).
In den Brahmanas kommt dem udambara-Holz, dem Holz des Feigenbaums, eine besondere Bedeutung zu. Wo immer die Götter Stärke und Lebenskraft verströmen, ist udambara-Holz beteiligt, das etwa zur Herstellung der Opferpfosten und von Wohlstand garantierenden Talismanen gebraucht wird. Die Wertschätzung für das Holz hatte weniger mit dem Nährwert, dafür mehr mit dem magischen Fruchtbarkeit spendenden Aspekt der Früchte zu tun. In seiner ursprünglichen Bedeutung entspricht udumbara dem Wortumfeld von dum-, dumba-.
Zwar ist in den vedischen Texten nicht von einer klangerzeugenden Eigenschaft des udambara-Holzes die Rede, dennoch hält Paolo Maria Rossi (2019) einen assoziativen Zusammenhang zwischen der runden Hohlform der Holztrommel und der rundlichen Gestalt der Früchte oder zwischen den dumpfen Tönen beim Schlagen auf die Membran und auf eine reife Melone für möglich. Nochmals zur Wasserschlange: Zu dieser, jedenfalls zu einem Tier, das wie ein runder Schwanz aussieht, wie der Ausdruck dundubha beinhaltet, führt eine Ableitung von der indoeuropäischen Wurzel dumb(h)-. Deren Sprach- und Bedeutungsumfeld beinhaltet unter anderem duma (jüngeres Avesta, „Penis“), ferner δum(b) (parthisch), δwm(ph) (sogdisch), dumaa (sakisch), dəmŕei (Kati, eine Nuristani-Sprache) und dumut (Tregami, eine andere Nuristani-Sprache), jeweils als „Schwanz“ oder „dicker Tierschwanz“ zu übersetzen. In einem weiteren Gebiet und in einer noch früheren Zeit lassen sich vom Umfeld der Proto-Munda-Wurzel *dub- Verbindungen zur Oasenkultur (BMCA) im südlichen Zentralasien zwischen 2400 und 1600 v. Chr. rekonstruieren. Das Bedeutungsumfeld bleibt bei „dicker Tierschwanz“ einschließlich einer sexuellen Konnotation.
In der Summe der Bedeutungen umfasst dundubhi lautmalerisch (Sanskrit shabdanukarana, „schallnachahmend“) den „Ton, Klang“ als solchen oder einen mit einem Baum (druma), also der Natur, verbundenen Gegenstand oder ein Werkzeug (Musikinstrument), das von Menschen bedient wird. Die drei Sphären der Zuordnung könnten Paola Maria Rossi (2014) zufolge zu verschiedenen Kulturschichten gehört haben. Einen Naturklang auf diese Weise in die menschliche Sprache (in den menschlichen Raum hinein) zu transformieren schafft eine Kontrolle über das Andersartige (Äußere) und stattet also den Menschen mit einer magischen Kraft gegenüber diesem Fremden aus. Entsprechend werden etwa mit onomatopoetischen Namen benannte Tiere, die in der mythischen Vorstellung als fremd und gefährlich vorkommen, durch die Kraft des Wortes von dämonischen in glückverheißende Wesen überführt. Besonders Vögeln wird in den vedischen Texten eine Doppelnatur als dämonische und himmlische Wesen zugesprochen. In einem Mantra zur Abwehr von Unheil, das sich auf den Schrei des Rebhuhns (Sanskrit kapinjala) bezieht, heißt es:

„Du erfüllst die Jugend mit Stolz, wie die Trommel (dundubhi) der Siegreichen, oh kapinjala mit einhundert Federn, erschalle für uns verheißungsvoll.“

## Bauform

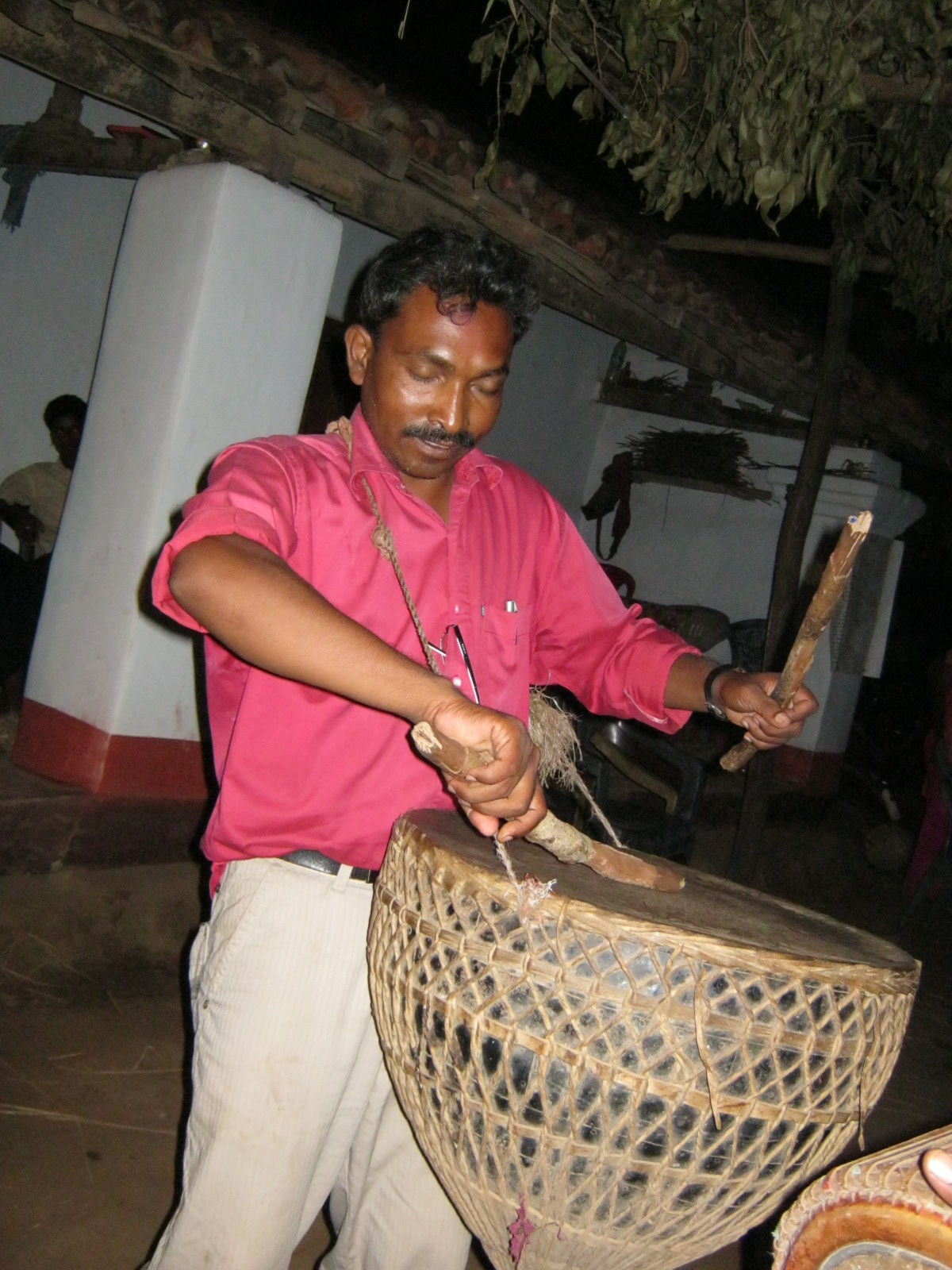
Dhamsa, größte heute in Nordindien gespielte Kesseltrommel mit einem Eisenkorpus, bei den Santal tamak genannt. Mit zwei Stöcken geschlagen.

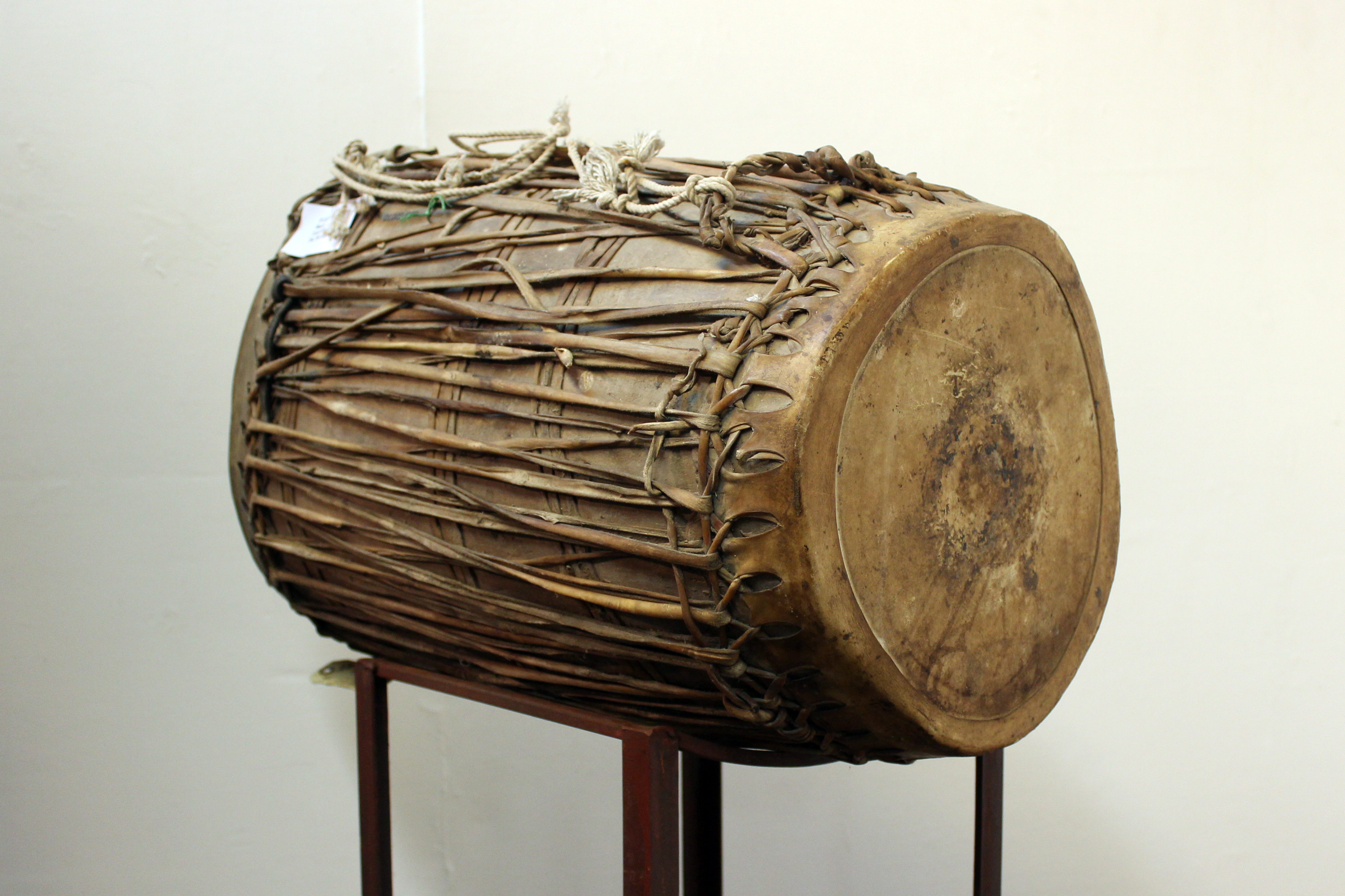
Dhol, zweifellige Zylindertrommel in der Volksmusik von Gujarat. Mit den Händen geschlagen.

Im Sanskrit-Englisch-Wörterbuch von Monier-Williams (1899) wird dundubhi als „eine Art großer Kesseltrommel“ beschrieben. Die Klassifizierung als Kesseltrommel wurde seitdem vielfach in der Fachliteratur wiederholt und findet sich auch in der Musik in Geschichte und Gegenwart. Demgegenüber erklärt Alastair Dick (2016), es habe vor dem 8. Jahrhundert, als die ersten muslimischen Eroberer in den Nordwesten des indischen Subkontinents vordrangen, keine Kesseltrommeln in Indien gegeben. Zur arabisch-persischen Militärmusik gehörten in der Folgezeit unter anderem die große Kesseltrommel al-kūs und das Kesseltrommelpaar naqqāra. Zwar erkennt Walter Kaufmann (1981) die ersten indischen Kesseltrommeln bereits in vorislamischer Zeit in Gestalt von Tontöpfen mit kurzen und breiten Hälsen in der Kunst von Gandhara (1. und 2. Jahrhundert n. Chr.) im Nordwesten, dann auf einem Relief aus dem ehemaligen buddhistischen Kloster von Paharpur in Bengalen (5. Jahrhundert), jedoch keine Kesseltrommeln vor der Zeitenwende. Kleine Kesseltrommeln aus Tontöpfen (wie die westindische ghumat) sind aber derart universelle Formen, dass sie praktisch zu jeder Zeit vorkommen konnten. Als Kriegstrommeln sind Tontöpfe jedoch kaum geeignet.
Trommeln aus einem Holzkorpus sind weltweit mit großer Mehrheit Röhrentrommeln, ihr Resonanzraum wird traditionell aus einem Stamm herausgeschnitten oder gebrannt. P. Sambamurthy (1952) beschreibt die dundubhi folgerichtig als große konische Trommel mit einem Korpus aus dem Holz eines Mangobaums. Sie wurde mit einem festen gekrümmten Stock (kona) gespielt und brachte mächtige und erschreckende Schläge hervor.
Eine Minderheitsmeinung vertritt Alastair Dick (2016), der den Typ der dundubhi am wahrscheinlichsten in Reliefs aus dem 2. bis 4. Jahrhundert n. Chr. erkennt, die eine große Rahmentrommel mit bis zu 90 Zentimetern Durchmesser zeigen. Diese werden mit einem Schulterband unter einem Arm gehalten und mit einem gebogenen Stock geschlagen. Andere Abbildungen aus dieser Zeit zeigen kleinere Rahmentrommeln, die vor dem Bauch hängen und mit zwei Stöcken geschlagen werden.
In den Schilderungen von Schlachten im Mahabharata und im Ramayana kommen mehrfach Trommel und Schneckenhorn (bheri und shankha) spielende Musiker vor. Das Schneckenhorn bliesen die Militärmusiker auch mit mrdanga, panava und dundubhi zusammen, weshalb dundubhi zu einem Synonym von bheri erklärt wurde. In der von Sarngadeva im 13. Jahrhundert verfassten Musiktheorie Sangitaratnakara werden die dundubhi (letztmalig) und die bheri beschrieben. Die bheri war Alastair Dick (2015) zufolge eine große zweifellige, wahrscheinlich fassförmige Kriegstrommel mit einem kupfernen Korpus. Nach der älteren Ansicht von K. V. Shakuntala (1968) bestand der Korpus der schreckenerregenden bheri hingegen üblicherweise aus Holz und war mit Rinds- oder Antilopenhaut bespannt. Eine ebenso verwendete Trommel in Südindien hieß laut der Tamil-Literatur murasu. Die Ansicht, die bheri sei eine Kesseltrommel gewesen, scheint die namensverwandte heutige bher zu bestätigen: eine sehr große Kesseltrommel aus Metall, die im pakistanischen Bundesstaat Sindh in manchen zeremoniellen Orchestern (naubat) an Sufi-Schreinen eingesetzt wird.
Walter Kaufmann (1981) hält es für möglich, dass dundubhi eine funktionale Bezeichnung für Kriegstrommeln war und sich auf verschiedene Trommeltypen bezog. Es ist demnach unklar, ob die Kriegstrommeln ein oder zwei Felle besaßen.

## Magisch-mythische Bedeutung

### Kriegstrommel
Im Rigveda wird mehrfach die magische Kraft der Kriegstrommel dundubhi erwähnt, etwa: „Du, Trommel (dundubhi), bist die Faust des Indra, ... lass Himmel und Erde erdröhnen, ... zusammen mit Indra und den Göttern soll die Trommel die Feinde in die fernste Ferne vertreiben.“ Im Aytharvaveda heißt es, dass ein Priester durch seinen Segen der Trommel die magische Wirkung verleiht und sie schnell geschlagen werden soll. Eine Hymne an die dundubhi beginnt so:

„Die laut tönende Trommel, kriegerisch, vom Baum des Waldes [verfertigt], mit Kuhhaut bezogen, deren Ton die Feinde bezwingt; donnere laut gegen sie wie ein Löwe, bereit, sie zu besiegen. Wie ein Löwe hat die hölzerne [Trommel] gedonnert, wie ein Stier eine sehnsuchtsvolle Kuh anbrüllt; männlich bist du, schwach sind deine Feinde; deine Stärke gleicht der des Indra, sie überwältigt die feindlichen Verschwörer...“

Wo immer die hoch verehrte dundubhi angeführt wird, geht es um ihre verheerende Wirkung auf die Feinde, die vor ihr erzittern und fliehen. Manchmal wird die „göttliche Trommel“ (deva dundubhi) von himmlischen Wesen geschlagen.
Ihr Einsatz im Krieg machte die dundubhi zu einem Instrument der Kshatriya, der aus Kriegern und weltlichen Herrschern bestehenden zweiten Kaste. Zu den Ritualen, zu denen die dundubhi gebraucht wurde, gehörten entsprechend kriegerische Wettkämpfe und auf der anderen Seite mit Fruchtbarkeitsmagie zusammenhängende magische Aktivitäten, die den Wohlstand sichern sollten. 

### Mahavrata-Ritual
Das vedische Soma-Opferritual mahavrata (etwa „das große Gelübde“) wurde zur Zeit der Wintersonnenwende (im Dezember) abgehalten und war ein religiöses Opfer- und Segnungsritual für die gesamte teilnehmende Bevölkerung: neben den Brahmanen und Kshatriyas auch Mitglieder anderer Kasten. Zu Beginn des mahavrata-Rituals nahm der hotr-Priester (führender Hymnensänger) auf einer Sitzgelegenheit aus udumbara-Holz und munja-Gras (Saccharum munja) Platz, der udgatr-Priester (Sänger von Liedern, saman) auf einem anderen Sitz aus denselben Materialien und der adhvaryu-Priester (häuslicher Priester) auf einem halbhohen Brett. Die im Chor singenden und musizierenden Frauen saßen auf Matten am Boden. Die Frauen begannen mit dem Spiel ihrer Instrumente. Dazu gehörten mehrere Saiteninstrumente namens apaghatalika, apalavina und picchola (allgemein vina). Hinzu kamen Schneckenhörner, Rohrflöten aus Palmblättern (nali, naadi) und Bambusflöten (tunava, turava, ansonsten venu). Für die Erdtrommel bhumidundubhi hatte man eine Grube in der Nähe des Opferplatzes ausgegraben und an den vier Ecken des Opferplatzes waren die dundubhi-Spieler aufgestellt. Die vedische Musik war so streng geregelt wie das gesamte Ritual, bei dem mehrere Handlungen parallel stattfanden. Während die Musik erklang, praktizierten im Norden des Altarbereichs eine Prostituierte und ein Brahmacharya (Schüler des Veda) Geschlechtsverkehr, ebenso im Süden eine Prostituierte und ein Mann aus Magadha. Jemand, der aus Magadha kommt, wurde in vedischer Zeit als sozial niedrig stehend betrachtet. Die gesamte Zeit wurde die aus Rindshaut bestehende Erdtrommel mit dem Schwanz des Tieres geschlagen. Vier Kshatriyas gingen um den Platz herum und durchstießen mit Pfeilen eine aufgespannte Rindshaut. Dazu wurde außen herum ein Wagenrennen veranstaltet und Sklavenmädchen tanzten mit Wasserkrügen auf ihren Köpfen um einen rituellen Reinigungsplatz (marjaliya, von indogermanisch mar, „Meer“, eine kleine Erdaufschüttung am Boden). Sie gossen Wasser aus, füllten die Krüge wieder und stellten sie am marjaliya ab. Insgesamt hatte das mahavrata-Ritual den Charakter eines Volksfestes für alle Bevölkerungsschichten vor dem Hintergrund eines Fruchtbarkeitsrituals.
Die Töne der bumidundubhi repräsentierten den Klang der Erde und Unterwelt, andererseits auch Fruchtbarkeit und Lebenskraft, während die hölzernen dundubhi – die Stimmen der Bäume – für einen Erde und Himmel vereinenden Klang stehen. In der jahreszeitlichen Übergangszeremonie sollten die Trommeln und sonstigen Musikinstrumente eine „kosmische Stimme“ erzeugen, die ebenso mächtig die gute Grundlage für das neue Jahr bildet, wie die magische Kraft der Kriegstrommel geeignet ist, den Feind zu besiegen. Die beiden gegensätzlichen Trommeltypen eint, dass ihre magische Kraft durch das Schlagen entsteht. Für „geschlagen werden“ steht die Wurzel han („schlagen, zerschlagen“), die in der elementaren mythischen Vorstellung vom Helden, der die Schlange / den Drachen erlegt, enthalten ist. Der Aufführungstag hatte außer der rituellen Erneuerung des Kosmos und der Fruchtbarkeitsmagie für die Erde und die Rinder auch eine Stabilisierung der politischen Macht des damaligen Stammesbundes Kuru-Panchala zum Ziel.
Neben dem mahavrata-Ritual geht aus den vedischen Schriften auch der Einsatz der Kriegstrommel für die Rituale rājasūya, vājapeya, ashvamedha und agnicayana hervor. All diese Rituale haben mit dem Ausbau der gesellschaftspolitischen Stellung der Kshatriyas zu tun. Sie gehörten zum Bild eines immer mächtiger werdenden Kriegerhelden an der Spitze der Gesellschaft. Dundubhi war ein generell mit der Sphäre des Kriegertums verbundener Begriff, wobei die Namen von Musikinstrumenten in allen vedischen Texten relativ selten vorkommen. Der Grund ist nach brahmanischer Tradition die Bevorzugung der Vokalmusik mit ihrer rhythmischen und melodischen Wiedergabe von Sprache, die bis heute die klassische indische Musik prägt. Damit war den Musikinstrumenten ein niedrigerer Status in der eher populären Musik zugeschrieben. Besonders Trommelspieler gehören im traditionellen Kastensystem nach wie vor zu den niedrigen Kasten.
In einem Lied des Rigveda geht aus dem Wort ghosha („Lärm, Schreien, Kampfgeschrei“) der Bezug zu einem Schlachtfeld hervor. Das darauf folgende Lied (1,28) ist eine der vier Textstellen des Rigveda, in denen dundubhi vorkommt. In Zeile 5 enthält es eine Ableitung des lautmalerischen Verbs ululi („heulen“), das etymologisch mit dem Vogelnamen uluka („Eule“) verbunden ist: „Wenngleich du Mörserchen [ulukhalaka] in jedem Hause angespannt wirst, so erklinge hier am hellsten wie die Pauke [dundubhi] der Sieger!“ Karl Friedrich Geldner (1951), dem Übersetzer des Rigveda zufolge, geht es hier um die ohne aufwendiges Ritual durchzuführende vereinfachte Somapressung mit einem haushaltsüblichen Mörser in einem familiären Umfeld, bei dem die Frau des Opfernden mithilft.
Hier werden die magischen Funktionen des Soma-Mörsers (ulukhala) und der Trommel der Sieger (dundubhi) gleichgesetzt in Bezug auf die Art ihrer Bearbeitung (Stampfen, Schlagen) und auf das akustische Resultat (Stimme des Vogels, der Trommel). Die magische Kraft entsteht beim Mörser während der Soma-Herstellung und gleichermaßen bei der Trommel auf dem Schlachtfeld durch den hervorgebrachten Klang. Im mahavrata-Ritual wurden die Soma-Herstellung im Mörser, das Schlagen der Trommeln und kriegerische Wagenrennen zur selben Zeit und um eine sich wechselseitig verstärkende Wirkung zu erzielen durchgeführt. Vor allem dieses Ritual war in der Kuru-Zeit wesentlich, als die nomadisierenden Stämme sich niederließen und staatliche Strukturen zu entwickeln begannen.

### Mahabharata
Im Nationalepos Mahabharata, das um die Zeitenwende entstand, werden am Rand der Götter- und Heldenerzählung drei Musikstile beschrieben: an oberster Stelle die himmlische Musik Gandharva der Götter, himmlischen Wesen und der Weisen, gefolgt von der Musik der Könige. Vom Privileg, diese beiden klassischen Musik- und Gesangsstile aufzuführen, war das Volk ausgeschlossen. Die Allgemeinbevölkerung entwickelte deshalb eigene Musikformen für verschiedene Gelegenheiten, die im Mahabharata lebendig beschrieben werden. Das Volk traf sich bei religiösen und sonstigen Festen zu gemeinsamem Singen und Tanzen. Der als Verfasser des Mahabharata angenommene mythische Weise Vyasa gibt in Buch 8, Kapitel 44, ein trauriges Liebeslied wieder, das unter anderem von den Trommeln dundubhi, mrdanga und anaka begleitet wurde.
Eine Frau in der altindischen Region Sakala (als Sialkot lokalisiert) schlug zu ihrem nächtlichen Gesang selbst eine dundubhi. Allgemein wurden Lieder hauptsächlich von Perkussionsinstrumenten begleitet. Namentlich genannte Trommeln sind unter anderem dundubhi, mrdanga, marddala (vgl. maddale) und anaka. Ferner wurde das Schneckenhorn für die Volksmusik verwendet, selten oder ger nicht jedoch die für die klassische Musik reservierte Flöte (venu) oder die unter der Bezeichnung vina verstandenen Saiteninstrumente.
Ansonsten gehört dundubhi im Mahabharata in den Bereich des Militärischen. Selbst die Götter waren militärisch organisiert. Unter ihnen war ein Militärführer namens Skanda, der Soldaten befehligte, und die Götter schlugen selbst die Kriegstrommeln dundubhi und bheri. Wenn Skanda in die Schlacht zog, spielten die Götter eine Reihe von Musikinstrumenten: Trommeln (adambara, bheri, dindima, jharjhara, pataha), Kuhhorn (gomukha) und Schneckenhorn (shankha). Bei der Ankunft von Skanda gab es Musik, Gesang und Tanz. Als der hoch angesehene, tapfer kämpfende Bhishma Tage nach seiner tödlichen Verwundung aus dem Leben schied, wurde die dundubhi geschlagen.